# گرفت‌وگیر
گرفت‌وگیر روشی در نگارگری ایرانی است که در آن نگارگر صحنه‌های خیالپردازانه و مملو از تخیل را در زمینه نزاع و درگیری حیوانات به تصویر می‌کشد. از این روش معمولاً در تشعیرسازی استفاده می‌کنند. عمده محققان و تاریخ‌نگاران هنر ایران، میرک نقاش (روح‌الله میرک) که استاد تشعیرسازی و جانورنگاری بود را پیشگام و بنیانگذار این روش در نگارگری ایرانی می‌دانند. بنابراین پیدایش این روش به سده نهم هجری یا پانزده میلادی بازمی‌گردد. .

## فهرست منابع
پاکباز، روئین. دائرةالمعارف تاریخ هنر. نشر فرهنگ معاصر. چاپ ششم. ۱۳۸۶